# Gran Premio Maipú
El Gran Premio Maipú es uno de los cotejos turfísticos más importantes de la temporada para caballos velocistas y se disputa en la arena del Hipódromo de Palermo sobre la distancia de 1000 metros. Integra, junto a los grandes premios Félix de Álzaga Unzué, Estrellas Sprint, Suipacha y Ciudad de Buenos Aires, el selecto grupo de clásicos de grado 1 en la escala internacional con los que cuentan los velocistas en Argentina. Desde hace unos años, se disputa en el mes de noviembre en la misma jornada que incluye al Gran Premio Nacional, para fondistas, y al Gran Premio Palermo, para milleros, ambos de grado uno.

## Últimos ganadores del Maipú
| Año  | Ganador            | País | Jockey                 | País | Padrillo      | País | Yegua Madre       | País | Criador                         | Caballeriza     |                    |
| ---- | ------------------ | ---- | ---------------------- | ---- | ------------- | ---- | ----------------- | ---- | ------------------------------- | --------------- | ------------------ |
| 2019 | Art Show           |      | Wilson Rosario Moreyra |      | Endorsement   |      | Arteba            |      | Haras La Quebrada               | El Fenicio      | Horse racing silks |
| 2018 | Holly Woman        |      | Wilson Rosario Moreyra |      | Tawqeet       |      | Holly Filly       |      | Haras San Ignacio de Loyola     | Famago          | Horse racing silks |
| 2017 | Legión de Honor    |      | Eduardo Ortega Pavón   |      | Grand Reward  |      | My Honesty        |      | Haras La Quebrada               | Indio Rubio     | Horse racing silks |
| 2016 | Sassagoula Springs |      | Altair Domingos        |      | Grand Reward  |      | Britney Laike     |      | Heritage Bloodstock             | Heritage Stud   | Horse racing silks |
| 2015 | Tirolesca          |      | Franco Calvente        |      | Roman Ruler   |      | Tirolesa          |      | Haras Vacación                  | La Aguada       | HIGH STUD          |
| 2014 | Lenovo             |      | Gustavo Calvente       |      | Roman Ruler   |      | La Piradita       |      | Haras Vacación                  | La Juventus     | HIGH STUD          |
| 2013 | Venerancia         |      | Osvaldo Alderete       |      | Lode          |      | Venetian          |      | Haras El Bendito                | High Stud       | HIGH STUD          |
| 2012 | Charles King       |      | Eduardo Ortega Pavón   |      | Alpha Plus    |      | Jane Queen        |      | Haras Panamericano              | La Reina        | LA REINA           |
| 2011 | Charles King       |      | Jorge Ricardo          |      | Alpha Plus    |      | Jane Queen        |      | Haras Panamericano              | La Reina        | LA REINA           |
| 2010 | Augurio Plus       |      | José Ricardo Méndez    |      | Alpha Plus    |      | Jane Queen        |      | Haras Panamericano              | El Charabón     | Horse racing silks |
| 2009 | Llorón Cat         |      | Edwin Talaverano       |      | Easing Along  |      | Lágrimas de Oro   |      | Haras El Alfalfar               | El Alfalfar     | Horse racing silks |
| 2008 | Pryka              |      | Pablo Falero           |      | Southern Halo |      | Gold Rule         |      | Haras Don Arcángel              | Vacación        | Horse racing silks |
| 2007 | Lady Sprinter      |      | Jorge Ricardo          |      | Orientate     |      | Passionate Player |      | Gainesway Thoroughbreds Ltd.    | Rubio B.        | Horse racing silks |
| 2006 | Knock              |      | Jorge Ricardo          |      | Luhuk         |      | Epic Villa        |      | Haras Don Arcángel              | Arcángel        | Horse racing silks |
| 2005 | Anjiz Star         |      | Pablo Falero           |      | Anjiz         |      | Super Sister      |      | Haras West America Farm         | América         | Horse racing silks |
| 2004 | Medal of Honor     |      | Jacinto Herrera        |      | El Compinche  |      | Merrymaker        |      | Haras La Quebrada               | La Quebrada     | Horse racing silks |
| 2003 | First One          |      | Jacinto Herrera        |      | Southern Halo |      | Fontemar          |      | Haras La Quebrada               | La Quebrada     | Horse racing silks |
| 2002 | Mister Phone       |      | Jorge Valdivieso       |      | Speakerphone  |      | Miss Newgate      |      | Haras Vacación                  | Five and Me     | Horse racing silks |
| 2001 | Petite West        |      | Edwin Talaverano       |      | Westbridge    |      | Petit Mot         |      | José Campagna y Antonio Perrone | Las Telas       | Horse racing silks |
| 2000 | Impression         |      | Pablo Falero           |      | Rubiano       |      | Improbable Lady   |      | Haras Vacación                  | Vacación        | Horse racing silks |
| 1999 | New Heaven         |      | Jacinto Herrera        |      | Southern Halo |      | Nazarena          |      | Haras La Quebrada               | La Quebrada     | Horse racing silks |
| 1998 | Final Meeting      |      | Néstor Oviedo          |      | Señor Pete    |      | Final Reunion     |      | Haras La Quebrada               | El Telón        | Horse racing silks |
| 1997 | Capo D'Oro         |      | Abel Giorgis           |      | Capo Máximo   |      | Pala D'Oro        |      | Haras Guer-Aike                 | Haras Guer-Aike | Horse racing silks |
| 1996 | El Gran Gringo     |      | Jorge Valdivieso       |      | Fumador       |      | La Tontería       |      | Edgar Ciribe                    | Don Remigio     | Horse racing silks |
| 1995 | Wally              |      | Jacinto Herrera        |      | Southern Halo |      | Welcome           |      | Haras La Quebrada               | La Quebrada     | Horse racing silks |